# غوردون دالكويست
غوردون دالكويست (بالإنجليزية: Gordon Dahlquist)‏ (1961، سياتل في الولايات المتحدة)؛ كاتب، كاتب سيناريو وروائي أمريكي.